# San Giuseppe (Ribera New York)
San Giuseppe, noto anche con San Giuseppe col bastone, è un dipinto del pittore spagnolo Jusepe de Ribera realizzato circa nel 1630 e conservato al Brooklyn Museum a New York negli Stati Uniti d'America.

## Collegamenti esterni

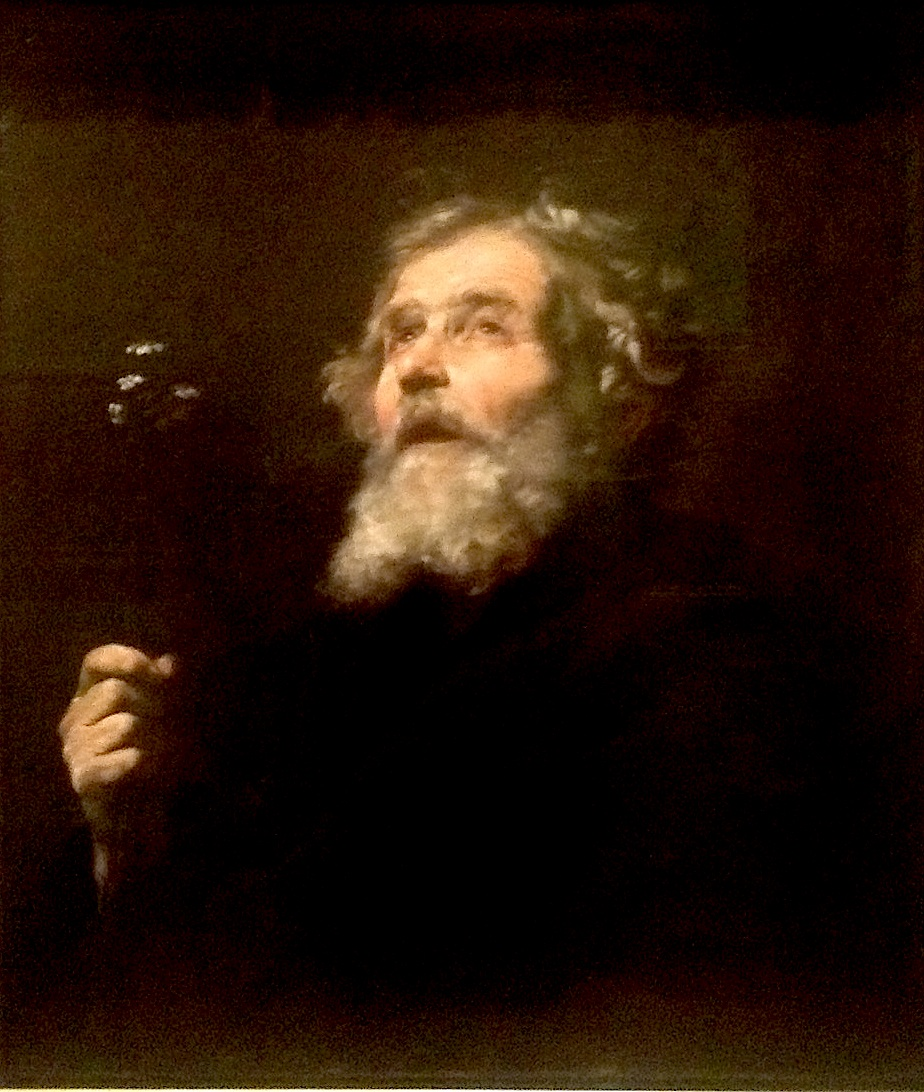
San Giuseppe, altra versione del Ribera al Museo delle belle arti di Montréal